# Dallas Rockets
Dallas Rockets, anteriormente conhecido como Richardson Rockets, foi uma agremiação esportiva da cidade de Richardson, Texas. Disputava a USISL.

## História
Sob o nome de Richardson Rockets, o clube foi vice-campeão da U.S. Open Cup em 1991. em 1992 a equipe muda de nome para North Texas Mid-Cities Flyers, porém esse nome só durou uma temporada, mudando de nome novamente para Dallas Rockets. O clube foi extinto em 1994.
Em 1992 o clube disputou a Liga dos Campeões da CONCACAF.